# Frantz Carly Jean Michel
Frantz Carly Jean Michel, né le 8 octobre 1974 à Port-au-Prince, est un auteur et gestionnaire haïtien,. Il a dirigé la Direction Nationale du Livre (DNL) pendant plusieurs années et travaille actuellement comme conseiller senior au Ministère de l'Économie et des Finances d'Haïti.

## Biographie
Frantz Carly est né à Port-au-Prince et a grandi dans la commune de Carrefour. Il a effectué ses études primaires au Juvénat et ses études secondaires au Collège Roger Anglade. Après l'obtention de son diplôme, il a intégré l’Institut National d'Administration de Gestion et des Hautes Études Internationales (INAGHEI) où il a obtenu une licence en gestion des affaires. Par la suite, il a suivi plusieurs formations en Haïti et à l'étranger dans des domaines tels que la comptabilité, la gestion de projets, et l'administration publique.

### Carrière littéraire
Frantz Carly a publié son premier recueil de poèmes, Quatre saisons de poésie, en 1999. Il a ensuite publié plusieurs ouvrages, dont Jusqu'au bout (2005) et Des hommes en colère (2007). Il est également l'auteur de la série Les Défis du futur, dont le premier tome a été publié en 2009,. Cette série aborde des enjeux liés à l'avenir de l'électricité en Haïti et à la reconstruction du pays. En 2014, son roman L'ombre d'un doute a remporté le prix Joseph D. Charles.

### Carrière professionnelle
En parallèle de ses activités littéraires, Frantz Carly a occupé des postes dans plusieurs institutions haïtiennes. Il a notamment été chef comptable au Ministère de l'Économie et des Finances et directeur général de la Direction Nationale du Livre. Depuis 2021, il est conseiller senior au sein de ce même ministère.
Tout au long de sa carrière, Frantz Carly a suivi de nombreuses formations, notamment en gestion de projets et en gouvernance publique. Il a également participé à plusieurs événements internationaux, dont les sessions de l'UNCTAD-ISAR à Genève et des congrès d'experts-comptables en France.
Frantz Carly est également chroniqueur pour le magazine C3HEBDO et a fondé la maison de production Soleypanou, avec laquelle il a produit le film Hello girl, goodbye en 2016.

## À la Direction Nationale du Livre
En octobre 2011, Frantz Carly Jean Michel a été nommé à la tête de la Direction nationale du livre (DNL), initiant une série de projets pour soutenir le secteur littéraire en Haïti. Au cours de son mandat, il a supervisé l'organisation de cinq éditions des Carnavals des Livres de 2012 à 2016, visant à promouvoir l'accès aux livres pour les jeunes dans l'ensemble des départements du pays. Parmi les initiatives qu'il a mises en place figure "Kafelodyans", un espace de dialogue et de rencontre pour les acteurs de la chaîne du livre, destiné à aborder des enjeux clés du secteur.
Sous son administration, les "Mardis du Livre" ont été lancés, un programme qui a débuté au sein de la DNL avant de s'étendre aux établissements scolaires, offrant aux élèves la possibilité d'échanger directement avec les auteurs. En 2013, il a dirigé la première édition de la Foire Internationale du Livre d'Haïti (FILHA), événement destiné à promouvoir la littérature haïtienne, avec cinq éditions organisées sous sa direction.
En 2014, un document sur la politique publique du livre et de la lecture a été élaboré, marquant une étape importante dans la promotion de la lecture en Haïti. Carly a également supervisé la création de bibliothèques municipales à Terrier Rouge, Thiotte, Carrefour, Anse-à-Veau et Hinche, renforçant ainsi l'accès aux ressources littéraires.

## Œuvres

### Poésie
- 1999, Quatre saisons de poésie
- 2013, Les mots en transe paru chez l’Imprimeur S.A[12].
- 2014, Les fleurs du printemps, C3 Éditions
- 2015, L'automne des adieux, C3 Éditions

### Roman
- 2005, Jusqu'au bout
- 2007, Des hommes en colère, Soleypanou
- 2011, Trop de mensonges pour rien, Soleypanou
- 2014, L'ombre d'un doute, C3 Éditions[13].

### Essai
2009:
- L'avenir de l'électricité en Haïti, Soleypanou
- Les défis du futur, tome I, C3 Éditions

2017:
- Haïti  un pays à rebâtir, Soleypanou
- Les défis du futur, tome II, C3 Éditions

2021:
- Les leçons mal apprises de l'histoire d'Haïti, Soleypanou
- Les défis du futur, tome III, C3 Éditions[14]

## Prix
- En 2014, prix Joseph D. Charles pour son roman L'ombre d'un doute.